# Xenolea tomentosa
Xenolea tomentosa är en skalbaggsart som först beskrevs av Francis Polkinghorne Pascoe 1864.  Xenolea tomentosa ingår i släktet Xenolea och familjen långhorningar. Inga underarter finns listade i Catalogue of Life.